# Momoko Andō
Momoko Andō (ur. 19 marca 1982 w Tokio) – japońska reżyserka i pisarka. Znana przede wszystkim jako autorka powieści 0,5 mm i filmu, na jej podstawie, o tym samym tytule.

## Życiorys
Urodziła się 19 marca 1982 roku w Tokio. Jej ojcem jest japoński aktor oraz reżyser Eiji Okuda, matką japońska eseistka Kazu Andō. Ma młodszą siostrę Sakurę.
Szkołę podstawową ukończyła w Gakushuin. Ukończyła także Faculty of Arts na Uniwersytecie Londyńskim.

### Kariera
W 2009 roku wyreżyserowała swój pierwszy film według własnego scenariusz na podstawie mangi pt. Kakera.
W 2011 roku zadebiutowała jako pisarka powieścią 0,5 mm.
W 2014 roku wyreżyserowała się film na podstawie własnej powieści 0,5 mm, którego również była scenarzystką. Film otrzymał liczne nagrody w Japonii, m.in. nagrodę filmową Mainichi za najlepszy scenariusz, New Asian Talent Award dla najlepszego reżysera i za najlepszy scenariusz, Nagrodę Filmową Hoichi za najlepszy film.

## Życie prywatne
14 marca 2014 roku wzięła ślub. Jej mąż nie był osobą publiczną, więc media nie udostępniały jego danych. W 2015 roku urodziło im się dziecko. Pod koniec maja 2018 roku małżeństwo wzięło rozwód. Córka pozostała pod opieką matki.